# 성무부인
성무부인 박씨(聖茂夫人 朴氏, 생몰년 미상)는 고려의 초대 왕 태조 왕건의 제25비이다.

## 생애
본관은 평주로, 황해도 평주(현재의 황해북도 평산군) 출신이다. 아버지는 고려의 개국 공신 박지윤(朴智胤)이다. 할아버지는 대모달읍장을 지낸 박직윤이며, 증조는 평주 지역의 호족인 박적오(朴赤烏, 또는 積古)이다. 태위삼중대광 박수문과 사도삼중대광 박수경은 남매간이며, 태조의 제27비인 월경원부인(박수문의 딸)과 태조의 제28비인 몽량원부인(박수경의 딸)은 그녀의 조카들이다.
그녀의 생애나 생몰년, 능지에 대한 자세한 기록은 남아있지 않아 알 수 없다. 호는 성무부인(聖茂夫人)이다. 고려 태조 왕건과의 사이에 4남 1녀를 두었는데, 아들들은 모두 요절하여 후사가 없고, 이름이 전하지 않는 1명의 딸은 신라 경순왕에게 시집갔다.
한편 성무부인의 자녀가 비교적 많은 것으로 보아 고려 태조와 오랫동안 혼인 생활을 한 것으로 보인다. 그럼에도 성무부인이 제25비에 머물러있는 것은, 그녀의 집안이 한미했기 때문일 것이라는 견해가 있다.

## 가족 관계
- 아버지 : 박지윤(朴遲胤)
- 어머니 : ?
  - 남매 : 박수문(朴守文)
  - 남매 : 박수경(朴守卿, ?~964)
  - 남편 : 고려 태조(太祖) 왕건(王建, 877~943, 재위 918~943)
    - 장남 : 효제태자(孝悌太子)
    - 차남 : 효명태자(孝明太子)
    - 3남 : 법등군(法登君)
    - 4남 : 자리군(資利君)
    - 딸 : 부인 왕씨(婦人 王氏)[4] - 경순왕과 혼인[5]
- 시아버지 : 추존 세조(世祖, ? ~897)
- 시어머니 : 추존 위숙왕후(威肅王后)